# HD92728
HD92728 — хімічно пекулярна зоря спектрального класу
A0 й має  видиму зоряну величину в смузі V приблизно  5,8.
Вона  розташована на відстані близько 367,7 світлових років від Сонця.

## Фізичні характеристики
Зоря HD92728 обертається 
порівняно повільно 
навколо своєї осі. Проєкція її екваторіальної швидкості на промінь зору становить  Vsin(i)= 22км/сек.

## Пекулярний хімічний склад
Зоряна атмосфера HD92728 має підвищений вміст 
Si
.